# 艾倫敦 (佛羅里達州)
艾倫敦（英語：Allentown）是位於美國佛羅里達州聖羅薩縣的一個人口普查指定地區。

## 地理
艾倫敦的座標為30°45′46″N 87°02′32″W / 30.76278°N 87.04222°W，而該地最高點為海拔高度63米（即207英尺）。

## 人口
根據2010年美國人口普查的數據，艾倫敦的面積為78.89平方千米，當中陸地面積為78.30平方千米，而水域面積為0.59平方千米。當地共有人口894人，而人口密度為每平方千米11人。